# Angelina Mango
Angelina Mango (ur. 10 kwietnia 2001 w Maratei) – włoska piosenkarka i autorka tekstów piosenek. 
Zwyciężczyni 74. Festiwalu Piosenki Włoskiej w San Remo. Reprezentantka Włoch w 68. Konkursie Piosenki Eurowizji (2024).

## Życiorys
Urodziła się w Maratei, ale dorastała w Lagonegro. Jest córką piosenkarzy: Laury Valente, byłej członkini zespołu Matia Bazar, i Giuseppe Mango. Gdy była dzieckiem, nauczyła się śpiewać oraz grać na pianinie i gitarze. Uczyła się w liceum o profilu naukowym (liceo scientifico), ale przerwała naukę po śmierci ojca w 2014. W 2016 przeprowadziła się do Mediolanu w celu rozwoju kariery muzycznej.
W 2020 wydała swój debiutancki singiel „Va tutto bene”, a później EP-kę pt. Monolocale. W 2021 wystąpiła gościnnie podczas Milan Music Week oraz wzięła udział w Sanremo Giovani, selekcji do udziału w 72. Festiwalu Piosenki Włoskiej w San Remo, jednak nie przeszła dalej. Po zawarciu kontraktu z Sony Music zaczęła tworzyć muzykę wraz z Enrico Brunim. W 2023 zajęła drugie miejsce (i pierwsze w kategorii śpiewu) w finale 22. edycji muzycznego talent show Amici di Maria De Filippi w Canale 5. W tym samym roku wydała singiel „Ci pensiamo domani”, z którym dotarła do pierwszej dziesiątki listy przebojów we Włoszech, a także EP-kę pt. Voglia di Vivere.

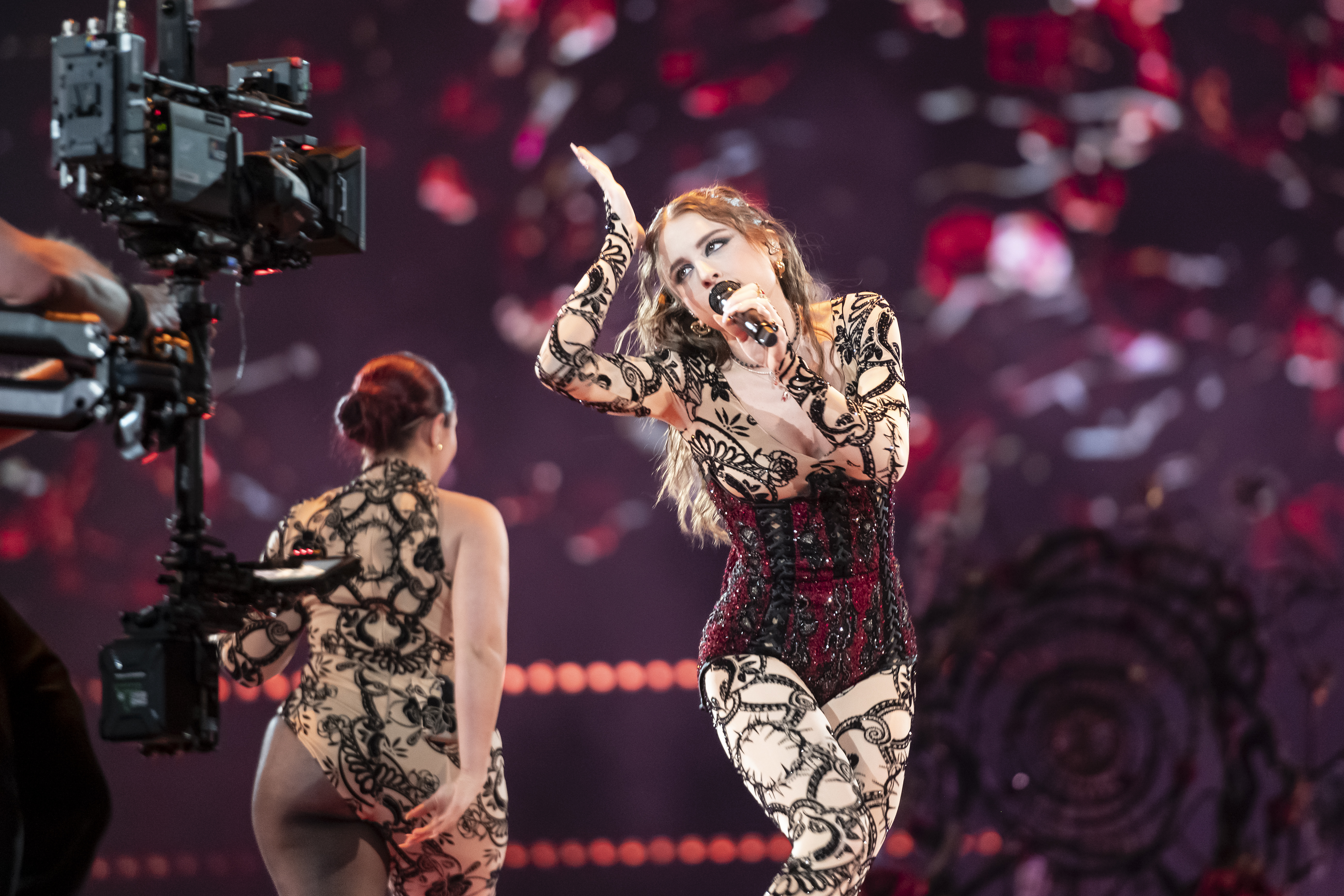
Angelina Mango w trakcie swojego występu podczas próby kostiumowej drugiego półfinału 68. Konkursu Piosenki Eurowizji w Malmö (2024)

W lutym 2024 z utworem „La noia” zwyciężyła w finale 74. Festiwalu Piosenki Włoskiej w San Remo, dzięki czemu uzyskała prawo do reprezentowania Włoch w 68. Konkursie Piosenki Eurowizji. Podczas finału wystąpiła jako piętnasta z kolei i zajęła 7. miejsce zdobywając łącznie 268 punktów, w tym 164 pkt od jury (4. miejsce) i 104 pkt od widzów (7. miejsce).